# افراد مزرعه اشتراکی ما
افراد مزرعه اشتراکی ما (ارمنی: Մեր կոլխոզի մարդիկ؛ مِر کُلخُزی ماردیک) یک فیلم سینمایی سیاه و سفید ۸۴ دقیقه‌ای محصول سال ۱۹۳۹ کشور ارمنستان شوروی به کارگردانی آرتاشس های-آرتیان،  و نویسندگی اس. پایازاد است.

## بازیگران
- هاسمیک - در نقش مادربزرگ سونا
- تادئوس ساریان - در نقش حچان
- وارطان میرزویان - در نقش پزشک
- گورگن گابریلیان (بازیگر) - در نقش روزنامه‌نگار
- آوری بونیاتیان - در نقش روزنامه‌فروش
- موراد کوستانیان - در نقش انباردار
- تاتول دیلاکیان - در نقش تاتول
- آناتولیا یغیان - در نقش نازیک
- آناهید مکرتومیان - در نقش آلماست
- گاری موشغیان - در نقش میکائیل
- گورگن جانویان - در نقش آرتو
- د. آقبالیان[ب]  - در نقش نونه
- ک. ملیکیان[پ]  - در نقش سدا
- آرکادی هاروتیونیان - در نقش 'կոլտնտեսական

## یادداشت
1. ↑  Ս. Պայազատ
2. ↑  Դ. Աղբալյան
3. ↑  Կ. Մելիքյան